# Caserío Mañastegizar

Motiloa

El caserío Mañastegizar, ubicado en Motiloa (Provincia de Guipúzcoa, España) es un caserío unifamiliar originario del siglo XVI, época de la que conserva gran parte de su estructura de madera.

## Descripción
Se trata de un edificio de planta rectangular con gallur perpendicular a la fachada principal de orientación SE, con cubierta a dos aguas en teja canal artesana y muros perimetrales de mampostería vista, con esquinales de sillería. Consta de una planta, desván y bodega. Exento, frente a las antepuertas en el lado SE posee un anejo utilizado como horno de pan con cubierta a dos aguas. También exento, junto al esquinal W, existe un antiestético anejo de hormigón que sirve de garaje. 
La fachada principal presenta en el lado norte la entrada por un portón a la bodega que posee este caserío. Sobre esta bodega, ya en la planta baja, hay un balcón antepechado. La entrada principal se sitúa en esta fachada, pero en el lado sur de la misma. Tiene como dintel un sector de viga aprovechado. La entrada consta de una puerta de una sola hoja presentando en el ángulo superior derecho una ventanilla que sirve de mirilla. La primera planta, presenta vanos que dan abertura al desván. El hastial está cerrado parcialmente por tablazón. La fachada NE, alta debido al desnivel del terreno, presenta dos saeteras que dan luz a la bodega.
En la planta baja posee dos balcones antepechados que han sustituido a tres antiguas ventanas recercadas de sillar que poseía. La tercera ventana se mantiene aunque cegada. El desván por este lado está cerrado por tablazón. La fachada NW presenta una pequeña ventana en la planta baja y dos pequeñas saeteras a la altura del desván. Finalmente la fachada SW, muy baja debida al desnivel del terreno, presenta a lo largo de toda ella un anejo tejavana cubierta por una prolongación del tejado de este lado en la que existe un acceso directo al desván a través de un puente de madera. Este acceso está cubierto por un tejadillo que sobresale sobre la cubierta principal. A la altura de la primera planta, bajo la tejavana se sitúa la carrera o lugar donde se guardan los carros y aperos de labranza.
Este edificio presenta muros de carga interiores que alcanzan hasta el forjado del desván. La distribución de estos muros es como sigue: entrando desde la fachada principal y en la primera crujía paralelo a la fachada se sitúa un muro de carga. En el espacio entre ambos se sitúa la entrada. A la derecha de esta se sitúa la cocina, separada de las habitaciones que ocupan todo el ángulo NE del edificio, por otro muro de carga perpendicular. La parte restante presenta en el centro otro muro de carga que divide la cuadra en dos partes. El desván presenta siete postes-ejes enterizos y regularmente dispuestos, de los cuales dos son bernias de un lagar gótico que poseía este caserío. Estos postes-ejes ensamblan las vigas y tornapuntas (en cola de golondrina), correas y cabrios que forman la estructura de este caserío. El hastial de la fachada principal se halla cerrado por tablazón machihembrado.